# Austin Davis
Austin Davis (nacido el 2 de junio de 1989) es un exjugador profesional de fútbol americano estadounidense: jugaba en la posición de quarterback y su último equipo fue los Tennessee Titans de la AFC Sur de la National Football League.

## Biografía
Davis asistió a West Lauderdale High School en Collinsville, Mississippi, donde fue entrenado por Stan McCain. Allí consiguió 1,100 yardas de pase con 15 touchdowns, y corrió para 600 yardas con 6 touchdowns.
Tras esto, Davis se inscribió en Southern Mississippi.

## Carrera

### St. Louis Rams
Davis no entró en el draft de 2012 y firmó como agente libre por los St. Louis Rams. El 30 de agosto de 2013, Davis fue despedido por los Rams.
Davis volvió a firmar con los Rams el 22 de octubre de 2013, después de que Sam Bradford se lesionara.

### Miami Dolphins
El 10 de septiembre de 2013, Davis firmó con los Miami Dolphins y permaneció en la escuadra de prácticas. Fue despedido el día 17.

### Cleveland Browns
El 7 de septiembre de 2015, Davis firmó con los Cleveland Browns. El contrato era de 2 años por un valor de $4 millones. Fue despedido el 29 de agosto de 2016.

### Denver Broncos
El 3 de septiembre de 2016, Davis firmó con los Denver Broncos. Fue cortado por los Broncos el 23 de diciembre.

### Seattle Seahawks
El 5 de junio de 2017, Davis firmó con los Seattle Seahawks.